# Piatra Boului
Piatra Boului este un monument al naturii situat în județul Alba, în Munții Apuseni, nu departe de localitatea Ampoița. Aceasta se compune dintr-un bloc calcaros înalt de 45 m ce iese la zi din înălțimea numită Dealul Fecioarei. Suprafața ariei protejate este de 0,6 ha..